# Samoa nos Jogos Olímpicos de Verão de 2020
Samoa competiu nos Jogos Olímpicos de Verão de 2020 em Tóquio. Originalmente programados para ocorrerem de 24 de julho a 9 de agosto de 2020, os Jogos foram adiados para 23 de julho a 8 de agosto de 2021, por causa da pandemia COVID-19. Foi a décima participação da nação nas Olimpíadas, que competiu em quatro edições sob o nome de "Samoa Ocidental".

## Competidores
Abaixo está a lista do número de competidores nos Jogos.
| Esporte   | Masculino | Feminino | Total |
| --------- | --------- | -------- | ----- |
| Atletismo | 1         | 0        | 1     |
| Boxe      | 2         | 0        | 2     |
| Canoagem  | 2         | 1        | 3     |
| Judô      | 1         | 0        | 1     |
| Vela      | 1         | 0        | 1     |
| Total     | 7         | 1        | 8     |

## Atletismo
Os seguintes atletas de Samoa conquistaram marcas de qualificação, pela marca direta ou pelo ranking mundial, nos seguintes eventos de pista e campo (até o máximo de três atletas em cada evento):
- Nota– As posições para os eventos de pista são em relação à bateria do atleta
- Q = Qualificado para a próxima fase
- q = Qualificado para a próxima fase como o perdedor mais rápido ou, em eventos de campo, pela posição sem atingir o alvo para qualificação
- NR = Recorde nacional
- N/A = Fase não aplicável para o evento
- Bye = Atleta não precisou disputar aquela fase

Eventos de campo
| Atleta    | Evento                        | Qualificação | Qualificação | Final       | Final       |
| Atleta    | Evento                        | Resultado    | Posição      | Resultado   | Posição     |
| --------- | ----------------------------- | ------------ | ------------ | ----------- | ----------- |
| Alex Rose | Lançamento de disco masculino | 61.72        | 18ª          | Não avançou | Não avançou |

## Boxe
Samoa inscreveu dois boxeadores masculinos no torneio olímpico pela primeira vez desde Pequim 2008. Marion Faustino Ah Tong (peso meio-médio) e o campeão dos Jogos do Pacífico Ato Plodzicki-Faoagali (peso pesado) lideraram a lista de boxeadores disponíveis da Ásia e Oceania em suas respectivas divisões de peso no Ranking da Força-tarefa do COI para garantir vaga na equipe de Samoa.
| Atleta                  | Evento | Fase de 32           | Oitavas              | Quartas              | Semifinais           | Final                | Final       |
| Atleta                  | Evento | Adversário resultado | Adversário resultado | Adversário resultado | Adversário resultado | Adversário resultado | Pos.        |
| ----------------------- | ------ | -------------------- | -------------------- | -------------------- | -------------------- | -------------------- | ----------- |
| Marion Faustino Ah Tong | -69 kg | ZAM Zimba D 0–5      | Não avançou          | Não avançou          | Não avançou          | Não avançou          | Não avançou |
| Ato Plodzicki-Faoagali  | -91 kg | Bye                  | BLR Smiahlikau D 1–4 | Não avançou          | Não avançou          | Não avançou          | Não avançou |

## Canoagem

### Velocidade
Canoístas de Samoa qualificaram barcos em cada uma das seguintes distâncias através do Campeonato da Oceania de 2020 em Penrith.
| Atleta                                  | Evento               | Eliminatórias | Eliminatórias | Quartas-de-final | Quartas-de-final | Semifinais  | Semifinais  | Final       | Final       |
| Atleta                                  | Evento               | Tempo         | Posição       | Tempo            | Posição          | Tempo       | Posição     | Tempo       | Posição     |
| --------------------------------------- | -------------------- | ------------- | ------------- | ---------------- | ---------------- | ----------- | ----------- | ----------- | ----------- |
| Rudolph Berking-Williams                | K-1 200 m masculino  | 42.083        | 5ª            | 41.950           | 5ª               | Não avançou | Não avançou | Não avançou | Não avançou |
| Clifton Tuva'a                          | K-1 200 m masculino  | 38.363        | 4ª            | 38.287           | 4ª               | Não avançou | Não avançou | Não avançou | Não avançou |
| Rudolph Berking-Williams                | C-1 1000 m masculino | 5:19.538      | 8ª QF         | DNS              | -                | Não avançou | Não avançou | Não avançou | Não avançou |
| Clifton Tuva'a                          | K-1 1000 m masculino | 4:11.029      | 4ª            | 4:21.301         | 4ª               | Não avançou | Não avançou | Não avançou | Não avançou |
| Rudolph Berking-Williams Clifton Tuva'a | K-2 1000 m masculino | 3:55.617      | 5ª            | 3:46.523 FB      | 5ª               | —           | —           | 3:56.171    | 16ª         |
| Anne Cairns                             | K-1 200 m feminino   | 46.795        | 7ª            | 47.141           | 8ª               | Não avançou | Não avançou | Não avançou | Não avançou |
| Anne Cairns                             | K-1 500 m feminino   | 2:03.667      | 6ª            | 2:02.525         | 4ª               | Não avançou | Não avançou | Não avançou | Não avançou |

Legenda de Qualificação: FA = Qualificado à final A (medalha); FB = Qualificado à final B (sem medalha)

## Halterofilismo
Os halterofilistas de Samoa conquistaram três vagas, baseado no Ranking de qualificação de 11 de junho de 2021.
Em 1 de julho de 2021, devido a restrições de viagem pela COVID-19, de acordo com o anúncio do Comitê Olímpico de Samoa, o país decidiu abrir mão da participação dos seus halterofilistas nos Jogos. 

## Judô
Samoa qualificou um judoca para a categoria meio-médio masculino (81 kg) nos Jogos. Peniamina Percival aceitou a vaga continental da Oceania como o melhor judoca da nação fora da qualificação direta pelo Ranking Mundial da IJF de 28 de junho de 2021.
| Atleta             | Evento           | Fase de 32           | Oitavas-de-final     | Quartas-de-final     | Semifinal            | Repescagem           | Final / BM           | Final / BM  |             |
| Atleta             | Evento           | Adversário Resultado | Adversário Resultado | Adversário Resultado | Adversário Resultado | Adversário Resultado | Adversário Resultado | Posição     |             |
| ------------------ | ---------------- | -------------------- | -------------------- | -------------------- | -------------------- | -------------------- | -------------------- | ----------- | ----------- |
| Peniamina Percival | -81 kg masculino | Bye                  | NED de Wit D 000-010 | Não avançou          | Não avançou          | Não avançou          | Não avançou          | Não avançou | Não avançou |

## Vela
Velejadores de Samoa qualificaram um barco em cada uma das seguintes classes através do Campeonato Mundial da respectiva classe e das regatas continentais,marcando a estreia da nação no esporte.
| Atleta       | Evento          | Regata | Regata | Regata | Regata | Regata | Regata | Regata | Regata | Regata | Regata | Regata | Pontos | Posição |
| Atleta       | Evento          | 1      | 2      | 3      | 4      | 5      | 6      | 7      | 8      | 9      | 10     | M*     | Pontos | Posição |
| ------------ | --------------- | ------ | ------ | ------ | ------ | ------ | ------ | ------ | ------ | ------ | ------ | ------ | ------ | ------- |
| Eroni Leilua | Laser masculino | 31     | 27     | 30     | 32     | 32     | 27     | 30     | 31     | 35     | 28     | EL     | 268    | 32ª     |

M = Regata da medalha; EL = Eliminado – não avançou à regata da medalha